# جنگ‌های سوری
جنگ‌های سوری یک رشته جنگ‌های شش‌گانه میان سلوکیان و بطلمیوسیان -که بر مصر باستان فرمان‌می‌راندند- در سده‌های سوم و دوم پیش از میلاد بود. این جنگ‌ها بر سر چیرگی بر بخش میانی سوریه که یکی از راه‌های ورودی به مصر بود، رخ داد. این جنگ‌ها از توان و نیروی هر دو سوی پیکار کاست و سرنگونی ایشان را به دست اشکانیان و رومیان آسان ساخت.
نخستین جنگ سوری در بازهٔ زمانی ۲۷۴ تا ۲۷۱ (پیش از میلاد) میان بطلمیوس دوم و آنتیوخوس یکم رخ داد و ششمین جنگ سوری نیز میان بطلمیوس ششم و آنتیوخوس چهارم و تا ۱۶۸ (پیش از میلاد) به پایان رسید. در این جنگ آنتیوخوس تا محاصره اسکندریه پیش رفت. مصر از روم یاری خواست. سنای روم به آنتیوخوس اولتیماتوم داد تا نیروهایش را از مصر و قبرس بیرون بکشد و با پذیرش تهدید روم این جنگ به پایان رسید.

## جستارها وابسته
- نبرد رافیا